# Perry Mason: Un fotogramma dal cielo
Perry Mason: Un fotogramma dal cielo (Perry Mason: The Case of the Avenging Ace), è un film per la televisione del 1988, diretto dal regista Christian I. Nyby II.

## Trama
Diciotto mesi prima, quando Perry Mason era giudice, aveva negato l'appello al tenente colonnello Kevin Parks, condannato per l'omicidio di Amy Beth Sawyer. Oggi spunta un testimone chiave che afferma che il militare la sera dell'omicidio, esattamente nelle stesse ore, lo stava aiutando a cambiare una gomma della sua auto sull'autostrada. Pochi minuti prima di entrare in aula a deporre, il testimone riceve un biglietto intimidatorio e il ciondolo di sua moglie. Preso dal panico, al banco dei testimoni, finge di non ricordare. Parks viene riportato in cella, ma mentre sale sull'ascensore qualcuno getta un fumogeno facendo perdere i sensi sia alle guardie, sia al militare. Quest'uomo camuffato con barbone e capelli lunghi, preleva il tenente colonnello Parks e lo porta via svenuto in una auto. Successivamente uccide il testimone in un ristorante. Dell'omicidio viene accusato il militare che viene ritrovato nell'auto in stato semicosciente. In realtà l'uomo barbuto lo aveva portato in questo luogo solitario e mentre organizzava la messa in scena, veniva fotografato da un aereo militare. Paul Drake Jr., con l'aiuto del capitano Terry O'Malley della base aerea, cerca di trovare questo sfuggente uomo barbuto che si scopre chiamarsi Johnson, mentre Perry Mason e Della Street indagano sul lavoro della donna morta due anni prima. Alla fine Perry Mason riuscirà a scoprire gli interessi economici che hanno portato agli omicidi e alla condanna di un innocente.

## Curiosità
- Il film ha ricevuto una nomination agli Emmy Awards per la migliore musica per miniserie televisiva nel 1988.